# Чарлі і шоколадна фабрика
«Чарлі і шоколадна фабрика» (англ. Charlie and the Chocolate Factory) — дитячий фентезійний роман валлійського письменника Роальда Дала. Роман було видано у США видавництвом Alfred A. Knopf 17 січня 1964 року, а в кінці року, 23 листопада 1964 року, у Великій Британії — видавництвом Allen & Unwin.  Роальд Дал написав продовження, «Чарлі і великий скляний ліфт», яке було видано в 1972 році.
Українською мовою роман вийшов друком у видавництві «А-ба-ба-га-ла-ма-га» 1 вересня 2005 року.

## Сюжет
Маленький хлопчик Чарлі Бакет живе у бідності. Мешкає він разом зі своєю сім'єю (мамою, татом, двома бабусями та двома дідусями) у маленькій дерев'яній хатинці на краю великого міста. Йому раз на рік — на день народження — дарують єдиний дарунок — маленький шоколадний батончик.
У цьому ж самому місті живе ексцентричний виробник шоколаду Віллі Вонка, який закрив свою фабрику для сторонніх очей після того, як його конкуренти викрали кілька таємних рецептів.  І ось, одного дня, газета повідомляє, що Вонка знову відкриває фабрику, але тільки для кількох щасливців: вони повинні знайти п'ять Золотих квитків, які будуть заховані під обгортками п'яти шоколадних батончиків і наприкінці екскурсії всі вони як спеціальний дарунок отримують пожиттєвий запас солодощів. Перші чотири Золотих квитки знаходять: товстий, жадібний хлопець на ім'я Авґустус Ґлуп; дівчина, розбещена батьками, яка намагається бути ідеальною - Верука Солт; дівчина, котра цілий день жує жуйку намагаючись поставити новий всесвітній рекорд, Віолета Бореґард і Майк Тіві, хлопець, який дуже добре розбирається в електроніці. Та дивує собою батьків.
Останнього дня січня, Чарлі йде дуже голодним додому і знаходить в канаві присипану снігом однодоларову банкноту. Він купує два шоколадних батончики і в другому знаходить п'ятий та останній Золотий квиток. Ті люди, які знаходилися у магазині намагалися викупити останній квиток за 50, 100 доларів. Але хлопчині допоміг продавець, який умовив його швидко йти додому, та нікому не віддавати цей квиток. У квитку написано, що екскурсія фабрикою розпочнеться 1 лютого о 10 годині ранку, а також, що він може взяти з собою одного чи двох родичів. Батьки Чарлі вирішили дозволити дідуню Джо, який колись працював на фабриці, піти з ним.
Під час екскурсії фабрикою діти зустрічають умпа-лумпів, расу маленьких людей, які допомагають Віллі Вонці робити різні солодощі. На фабриці всі діти, за винятком Чарлі, не звертають уваги на попередження Вонки і потрапляють по черзі в різні ситуації, які змушують їх покинути фабрику. Під час кожного такого покидання умпа-лумпи співають про них моральну пісню. Оскільки в кінці залишається тільки Чарлі, Вонка вітає його з перемогою і пояснивши реальну причину екскурсії, називає його своїм наступником. Вони летять у великому скляному ліфті до будинку Чарлі, а інші четверо дітей йдуть додому. В будинку, Вонка запрошує всю родину Чарлі перебратися до нього на фабрику.

## Публікація
Вдова Роальда Дала казала, що Чарлі в оригіналі був описаний як «маленький чорний хлопчик». Біограф Дала сказав, що змінити головного персонажа на «білого» захотів літературний агент Дала, який подумав, що чорний Чарлі був би не надто прийнятний для читачів.
В першому опублікованому виданні Умпа-Лумпа був описаний як африканський пігмей і був намальований таким же шляхом в оригінальному надрукованому виданні. Після анонсу кіноадаптації з'явилася заява «Національної асоціації прогресу кольорових людей», яка висловлювала занепокоєння щодо транспортації Умпа-Лумпи до фабрики Вонки, яке символізує рабство. Дал прислухавшись до НАПКЛ, опублікував переглянуте видання. В цьому виданні, як і в наступному сиквелі, Умпа-Лумпа був намальований вже як білошкірий з зовнішністю близькою до гіпі, а посилання щодо Африки були видалені.
Хоча пізніше Дал жалкував за своєю оригінальною версією, сказавши, що його раніший намір описати Чарлі як чорного хлопчика був би доказом, що він не расист.

### Невикористані розділи
Знайдені різні невикористані розділи та чернетки ранньої версії роману Дала. В початковій неопублікованій версії Чарлі та шоколадна фабрика дев'ять золотих квитків були розповсюджені для туру до секретної шоколадної фабрики Віллі Вонки і діти мали змогу відвідати більше кімнат та більше спокус випробовували їхній самоконтроль. Деякі з імен дітей, які були вирізані з кінцевої праці:
- Кларенс Крамп, Берті Апсайд та Теренс Ропер (були випробувані в кімнаті «зігріваючих солодощів»)
- Ельвіра Ентвістл (перейменована на Верука Солт)
- Ваєлет Глокенберрі (перейменована на Страбісмус і зрештою на Біурегарде)
- Міранда Гропе і Август Поттл (об'єднані в персонажа Августа Глупа)
- Міранда Мері Пікер (перейменована на Міранда Гропе)
- Марвін Прун (задуманий хлопчик)
- Вільбур Райс та Томмі Троутбек
- Герпес Троут (перейменований на Майка Тіві)

### «Плямистий порошок»
«Плямистий порошок» був вперше опублікований як коротка історія в 1973 році. В 1998 він був увійшов до дитячої антології жахіть «Жахайся! Історії які змусять тебе кричати», виданої Пітером Гаінінгом. В 2005 році The Times опублікувала «Плямистий порошок» як втрачений розділ Чарлі та шоколадна фабрика, написавши що чернетка була знайдена в письмовому столі Дала, написана у зворотньому напрямку на папері, дзеркальним стилем (так само як Леонардо да Вінчі писав свої щоденники). Плямистий порошок  виглядає та смакує як цукор, проте спричиняє появу яскраво-червоних крапок на обличчі та шиї одразу за 5 секунд після вживання порошку та нагадує вірус віспи, тому діти, які смакували плямистий  порошок не могли піти згодом до школи. Плями блякнули на обличчі вже за декілька годин. Після того як діти дізналися призначення порошку, жартівлива та самовдоволена Міранда Пікер і її такий же батько (директор школи) були розлючені та зникнули в кімнаті Плямистого порошку, щоб саботувати роботу механізму. Незабаром після входу, вони чують щось, що місіс Пікер інтерпретує як крик. Містер Вонка запевнив її (після зробленого короткого жарту в якому він стверджує, що директори тут одні з випадкових інгредієнтів), що це тільки сміх.  Що з ними відбулося там, не розказується в тій чернетці.
В ранніх чернетках, деякий час після того як Міранда Гроп була перейменована в Міранду Пікер, але перед тим як «Плямистий порошок» був написаний, вона падає з шоколадного водоспаду  та помирає в арахісово-кришучому міксері. Це призводить до того, що "грубий і неслухняний малюк" стає "цілком смачним". Ця рання версія поеми була трохи переписана як  пісня Умпа-Лумпи в останньому розділі, яка зараз кидає її в «Плямисто-порошковий міксер» і замість стати «хрумким арахісовим залишком» зараз вона «корисна та… добра».

### «Кімната ванільної помадки»
В 2014 році The Guardian виявила, що Дал вирізав і інший розділ («Кімната ванільної помадки») зі свого чернеткового варіанту книги. The Guardian повідомила, що нинішньо забраний уривок був «надто дикий, підривний і недостатньо моральний для ніжних розумів англійських дітей майже 50 років тому».  В 5 розділі тієї версії книги Чарлі приходить до фабрики зі своєю мамою (замість дідуся, як в оригінальній публікації). Тур по шоколадній фабриці надається вісьмом дітям, в тому числі Томмі Троутбеку та Вілбуру Райсу. Після того як група дітей піднімаються на вершину гори, яка названа помадковою, по дорозі смакуючи ванільною помадкою, Трутбек та Райс вирішують покататись на вагонах, що вивозять шматки помадки. Вагони вивозять їх прямо до «Подрібнуваної та Ріжучої кімнати», де помадку втрамбовують та ріжуть на маленькі квадратики для роздрібної торгівлі. Вонка заявляє, що механізм обладнаний «великим дротяним  ситечком ... яке використовується спеціально для відлову дітей до того, як вони потрапляють до машини», додаючи що «Воно завжди ловить їх. Принаймні це спрацьовувало досі».

### «Кімната зігріваючих цукерок»
Також в 2004 році Vanity Fair опублікував конспект сюжету «Кімнати зігріваючих цукерок», в якому троє хлопчиків з’їли занадто багато «зігріваючих цукерок» та вибухнули від спеки.
В кімната зігріваючих цукерок найбільше місця займає котел, який нагріває розрум'янену рідину. Рідина розподіляється по одній краплі та охолоджується і утворює тверду оболонку, при тому зберігаючи тепло «за допомогою магічного процесу гаряче тепло перетворюється на дивовижну річ за назвою «холодне тепло»». Після вживання всього однієї зігріваючої цукерки, можна було комфортно стояти  голим в снігу. Проте в це не вірять Кларенс Крамп, Берті Апсайд та Теренс Ропер, які з’їдають щонайменше 100 цукерок кожен, що призводить до надмірного потовиділення.  Троє хлопців та їхні сім’ї закінчують тур  після того як були взяті на остигання до величезного холодильника на декілька годин.

### «Дитяча кімната втіхи (насолоди)»
Роальд  Дал спочатку планував добавити до роману дитину, яка називалися Марвін Прун. Дал подав розділ з Марвіном Пруном до «The Horn Book Review» на початку 1970-х років. Швидше за опублікування розділу, вийшло критичне есе романістки Елеонори Кемерон, яка критикувала цінності Даля щодо людської істоти.
Незважаючи на те, що «Horn Book» так і не повернув назад розділ, він є зараз доступний, хоча до сьогодні так і не опублікований. «Дитяча кімната втіхи»  була перероблена в «Плямистий порошок». На цей час є у двох версіях. В одній присутні працівники  з «Кімнати ванільної помадки», але також поміщені «крихітні шепотні голоси», які співають пісні після кожного дитячого виходу, та Чарлі зі своєю мамою та батьком. У другій версії є дідусь Джо, дідо Чарлі, який зараз є в кінцевій версії книги, та Умпа-Лумпа. При цьому «голоси» співають тільки дві пісні. Подібно до Міранди, Марвін також любить школу та отримав таку ж долю – перетворюється в порошок (згідно з контекстом, проте, прямо про це в книзі не вказується).

## Сприйняття
Фанат книги з самого дитинства, режисер, Тім Бартон, написав: «В мені відзивається книга Чарлі та шоколадна фабрика через її підтримання факту, що діти також можуть бути дорослими». В 2006 році в списку для Королівського літературного товариства, письменниця Джоан Роулінг назвала книгу Чарлі та шоколадна фабрика, серед інших десяти книг, ту, яку варто прочитати кожній дитині.
Дослідження, яке проводилося у 2004 році, вияснило, що найбільш читаючою книгою серед  чотирикласників  у школах округу Сан-Дієго, Каліфорнія є саме «Чарлі та шоколадна фабрика». Опитування, яке проводилося у 2012 році Вустерським університетом, визначило, що Чарлі та шоколадна фабрика є однією з найпоширеніших прочитаних дитячих книг серед сучасних англійських дорослих, після «Аліса у Дивокраї»,  «Лев, Біла Відьма та шафа», «Вітер у вербах».
Також книга була відмічена в таких конкурсах:
- New England Round Table of Children's Librarians Award (США, 1972)
- Surrey School Award (Велика Британія, 1973)
- Read Aloud BILBY Award (Австралія, 1992)
- Millennium Children's Book Award (Велика Британія, 2000)
- Blue Peter Book Award (Велика Британія, 2000)
- The Big Read, 35 місце в  списку ББС "Nation's Best-loved Novel", який складався за допомогою опитування британських громадян (Велика Британія, 2003)
- National Education Association, в списку "Вчительський Топ 100 дитячих книг", який проводився голосуванням (США, 2007)
- School Library Journal,  61 місце серед всіх дитячих романів всіх часів (США, 2012).

У опитуванні 2012 року, опублікованому SLJ, яке включає переважно американську аудиторію, книга була другою з чотирьох книг Дала серед  «Top 100 Chapter Book», і це на одну книгу більше, ніж будь-який інший письменник у рейтингу.  Журнал Time в США включив роман у свій список «100 найкращих підліткових книг усіх часів»; і це був один із трьох романів Дала в списку, більше, ніж будь-який інший автор.

## Адаптації
«Чарлі та Шоколадна фабрика» часто адаптувалась іншими засобами масової інформації, включаючи ігри, радіо, театр та кіно. Найчастіше книгу переробляють під  дитячі п’єси чи мюзикли, називаючи їх «Віллі Вонка» або «Віллі Вонка-молодший», де майже завжди присутні музичні номери всіх головних героїв (Вонки, Чарлі, дідуся Джо, Ваєлет, Веруки та ін.); багато пісень є переробленими версіями фільму 1971 року.
- Книга вперше була адаптована у художньому фільмі в жанрі мюзикл за назвою «Віллі Вонка та Шоколадна фабрика» (1971) режисером  Мелом Стюартом та продюсером  Девідом Л. Волпером, а головні ролі зіграли Джин Вілдер як Віллі Вонка, Джек Альбертсон як дідусь  Джо та Пітер Острум як Чарлі Бакет. Приблизний бюджет фільму становив 2,9 мільйона доларів, але зібравши у прокаті лише 4 мільйони доларів, вважався касовим розчаруванням. Продажі домашнього відео та DVD, а також багаторазові виходи в ефірі на телебаченні призвели до того, що фільм згодом став культовою класикою.  Одночасно з фільмом 1971 року компанія «Quaker Oats» представила серію цукерок, маркетинг якої використовує персонажі та образи книги.

- ББС на початку 1980-х випустила адаптацію для Радіо 4.

- У 1985 р. розробник «Soft Options Ltd» і видавець» Hill MacGibbon»  випустили для приставки ZX Spectrum відеогру «Charlie and the Chocolate Factory».

- Ще одна версія фільму під назвою "Чарлі і шоколадна фабрика" (2005 року), була знята режисером Тімом Бертоном, а головних персонажів зіграли Джонні Депп  (в ролі Віллі Вонка), Фредді Хаймор  (Чарлі Бакет), Деп Рой  (Умпа-Лумпа), Філіп Віграц  (Огастіс Глуп) і Джеффрі Холдер (Розповідач). Кінострічка стала хітом та зібрала у кінопрокаті близько 470 мільйонів доларів, при цьому орієнтовний бюджет  фільму складав  150 мільйонів доларів. Фільми 1971 та 2005 рр. в різній мірі відповідають написаним творам. Фільм Бертона значно розширив особисту історію Віллі Вонки, запозичивши багато тем та елементів із продовження книги. Обидва фільми значно розширили з обмежених описів у книзі особистості чотирьох поганих дітей та їхніх батьків.

- Відеогра "Чарлі та шоколадна фабрика" за мотивацією Бертона вийшла у світ 11 липня 2005 року.

- 1 квітня 2006 року в британському тематичному парку «Alton Towers» відкрився сімейний атракціон, присвячений цій історії. Тур включає в себе подорож човном, де гості подорожують навколо шоколадної фабрики у яскраво-рожевих човнах на шоколадній річці. На завершальній стадії подорожі гості заходять в один із двох скляних ліфтів, де вони приєднуються до Віллі Вонки та подорожують по фабриці; згодом виходячи через скляний дах.

- Садиба Роалда Дала організувала оперну адаптацію роману за назвою "Золотий квиток". Сценарій написали американський композитор Пітер Еш та британський лібретист Дональд Строкрок. "Золотий квиток" має повністю оригінальну музику. Зіграв оперну постановку Американський ліричний театр, де художнім керівником виступив Лоуренс Едельсон. Опера здійснила світову прем'єру в Оперному театрі Сент-Луїса 13 червня 2010 року, у співавторстві з Американським ліричним театром та Вексфордською фестивальною оперою.

## Зміст
Розділ 1. А ось і Чарлі
Розділ 2. Фабрика містера Віллі Вонки
Розділ 3. Містер Вонка та індійський принц
Розділ 4. Таємні працівники
Розділ 5. Золоті квитки
Розділ 6. Два перші щасливці
Розділ 7. День народження Чарлі
Розділ 8. Знайдено ще два Золоті квитки
Розділ 9. Дідунь Джо іде на ризик
Розділ 10. Родина починає голодувати
Розділ 11. Чудо
Розділ 12. Що було написано на Золотому квитку
Розділ 13. Настав щасливий день
Розділ 14. Містер Віллі Вонка
Розділ 15. Шоколадний цех
Розділ 16. Умпа-лумпи
Розділ 17. Авґустус Ґлуп вилітає в трубу
Розділ 18. По шоколадній річці
Розділ 19. Цех винаходів — вічні барбариски й волосяні іриски
Розділ 20. Велика жуйкова машина
Розділ 21. Чао, Віолето
Розділ 22. По коридору
Розділ 23. Квадратні цукерки, що обертаються круглими
Розділ 24. Верука в горіховому цеху
Розділ 25. Великий скляний ліфт
Розділ 26. Телевізійно-шоколадний цех
Розділ 27. Майка Тіві передають по телебаченню
Розділ 28. Залишився тільки Чарлі
Розділ 29. Інші діти ідуть додому
Розділ 30. Шоколадна фабрика Чарлі

## Український переклад
- Дал Р. Чарлі і шоколадна фабрика / Переклад з англійської: Віктор Морозов (за ред. Олекси Негребецького та Івана Малковича). — Київ: А-ба-ба-га-ла-ма-га, 2005. — 240 с. ISBN 978-966-7047-47-4[1]